# Chloris rufescens
Chloris rufescens är en gräsart som beskrevs av Mariano Lagasca y Segura. Chloris rufescens ingår i släktet kvastgrässläktet, och familjen gräs. Inga underarter finns listade i Catalogue of Life.